# Erstes Licht

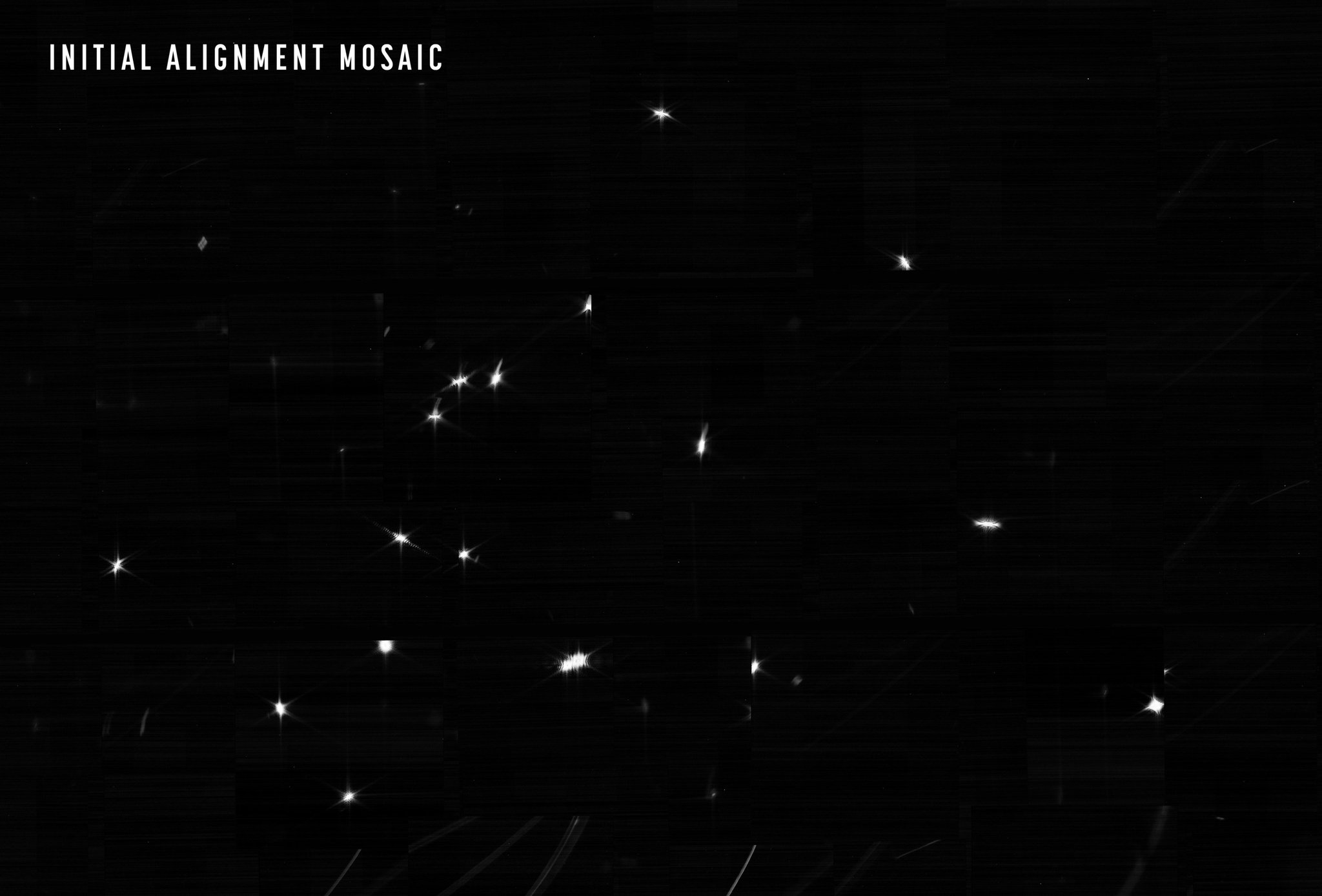
Erstes Bild eines Sterns, aufgenommen mit dem noch nicht kalibrierten James-Webb-Weltraumteleskop

Als erstes Licht wird in der Astronomie der Augenblick bezeichnet, in dem zum ersten Mal Licht eines Gestirns auf den Spiegel oder die Linse eines neuen Teleskops fällt. Das gilt nicht nur für das Fernrohr selbst, sondern auch für die daran angeschlossenen Instrumente, denen man ihr jeweils eigenes erstes Licht zuspricht. Analog spricht man vom ersten Licht eines Radioteleskops, wenn dieses zum ersten Mal Radiowellen empfängt, und die Empfänger in verschiedenen Wellenbereichen können jeweils ihr eigenes erstes Licht haben.
Bei der Inbetriebnahme von Lasern wird der Ausdruck für das erste erzeugte Licht verwendet, noch bevor der Laser mit seiner maximalen Leistung betrieben wird.
Der Begriff wird im deutschen Sprachraum häufig in der englischen Version first light gebraucht.

## Astronomie
Üblicherweise haben Erstes-Licht-Bilder keine hohe wissenschaftliche Bedeutung und sind von geringerer Qualität als spätere Aufnahmen, da das Teleskop oder Instrument noch nicht vollständig justiert ist. Oft werden für das erste Bild sehr bekannte oder spektakuläre astronomische Objekte mit hohem Wiedererkennungswert ausgesucht. Das erste Licht ist im Prinzip nur der erste erfolgreiche Funktionstest für das gesamte System und beweist, dass die Technik funktioniert.
Für die Konstrukteure und Erbauer eines neuen Teleskopes ist der Augenblick des „first light“ ein spannendes und wichtiges Ereignis, doch auch für größere Teile der astronomischen Fachwelt. Insbesondere das erste Licht eines neuen Fernrohrtypus – wie 2007 jenes des Large Binocular Telescope – findet meist weltweites Interesse.

## Galerie

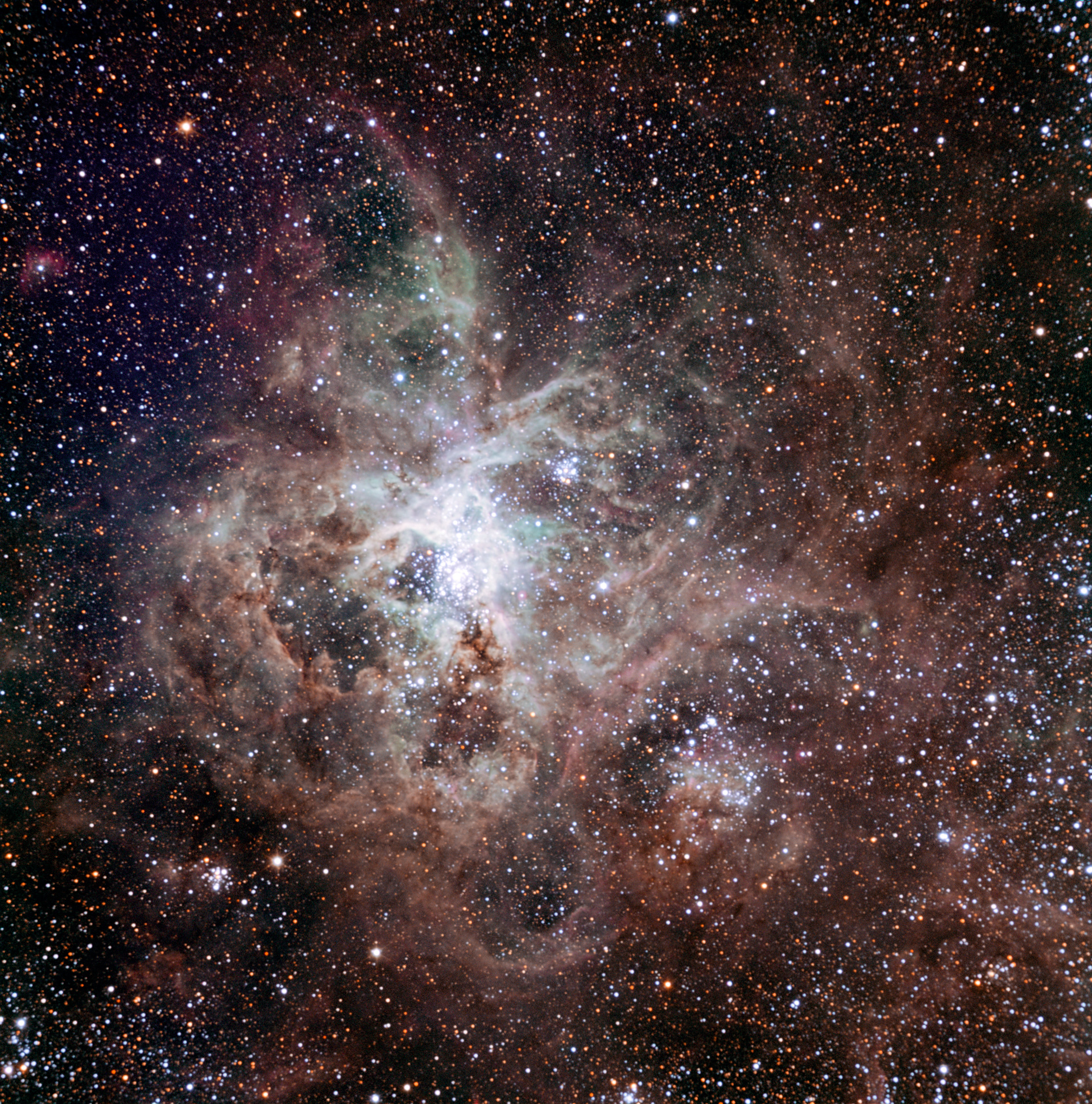
Bild der Tarantula Nebula, aufgenommen 2010 durch TRAPPIST.
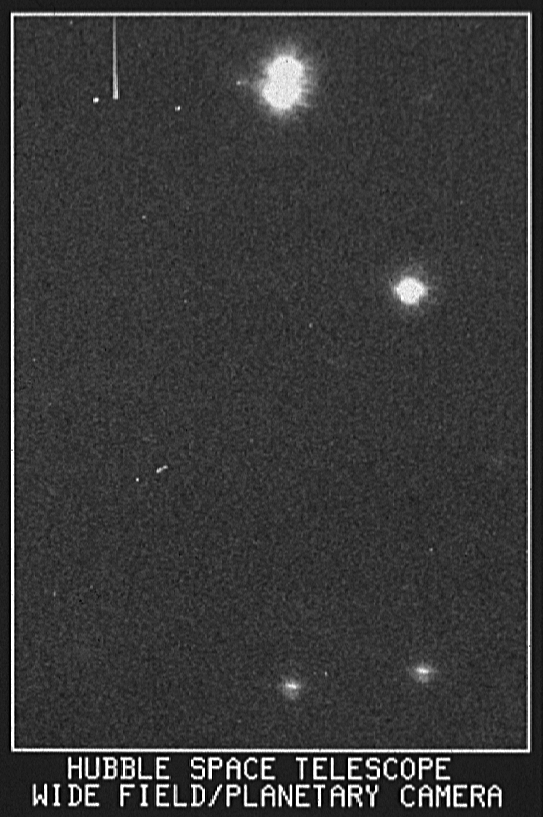
Teil des ersten Lichts aus dem Sternhaufen NGC 3532, aufgenommen 1990 durch die Wide Field/Planetary Camera des Hubble-Weltraumteleskops. Trotz Hauptspiegelfehler konnten klarere Bilder als mit bodenbasierten Beobachtungen erzielt werden.
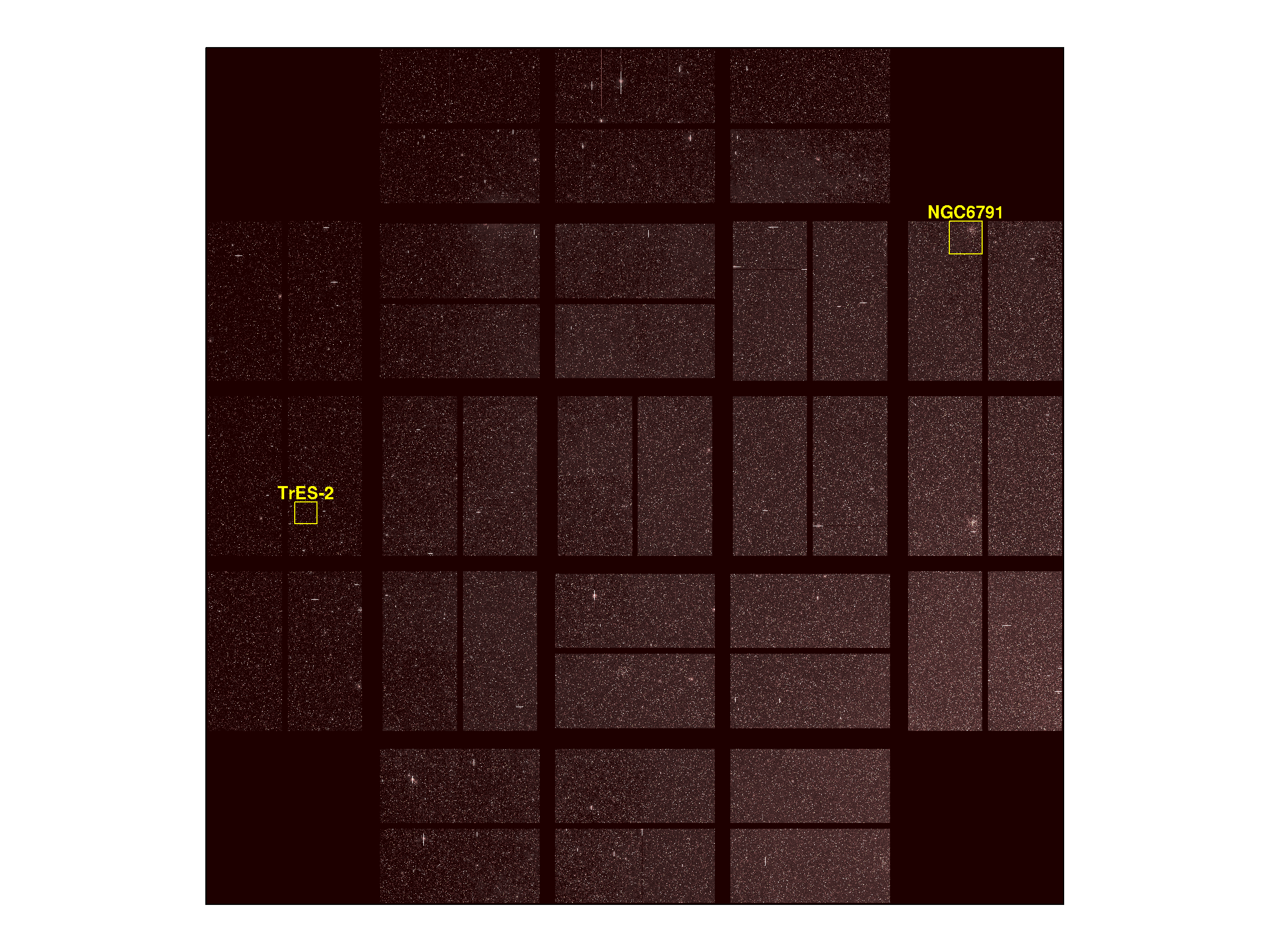
Bild einer sternreichen Region in den Sternbildern Schwan und Leier, aufgenommen 2009 durch Kepler.
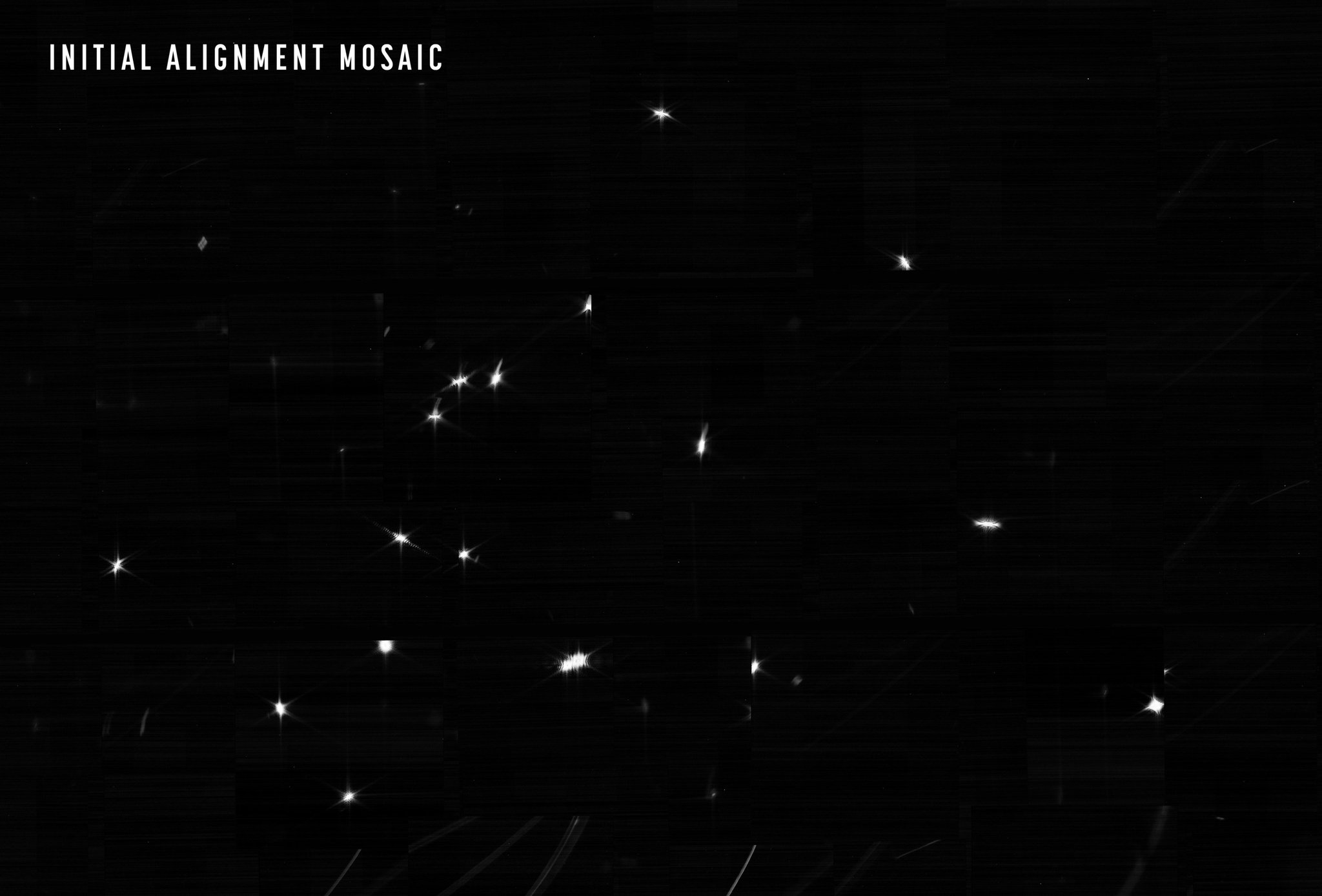
Bild des Sterns HD 84406 im Sternbild Großer Bär, aufgenommen 2022 durch das James-Webb-Weltraumteleskop. Der einzelne Stern ist hier 18 mal zu sehen, da die 18 einzelnen Spiegelsegmente noch nicht kalibriert sind.
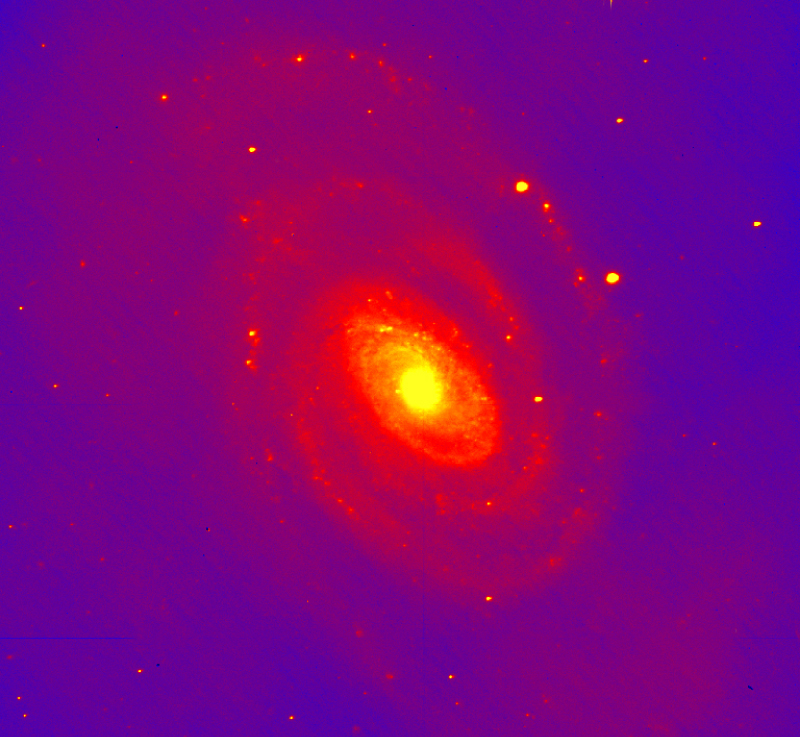
Bild der Galaxie NGC 5364, aufgenommen 2002 durch das VIMOS Instrument des Very Large Telescope.
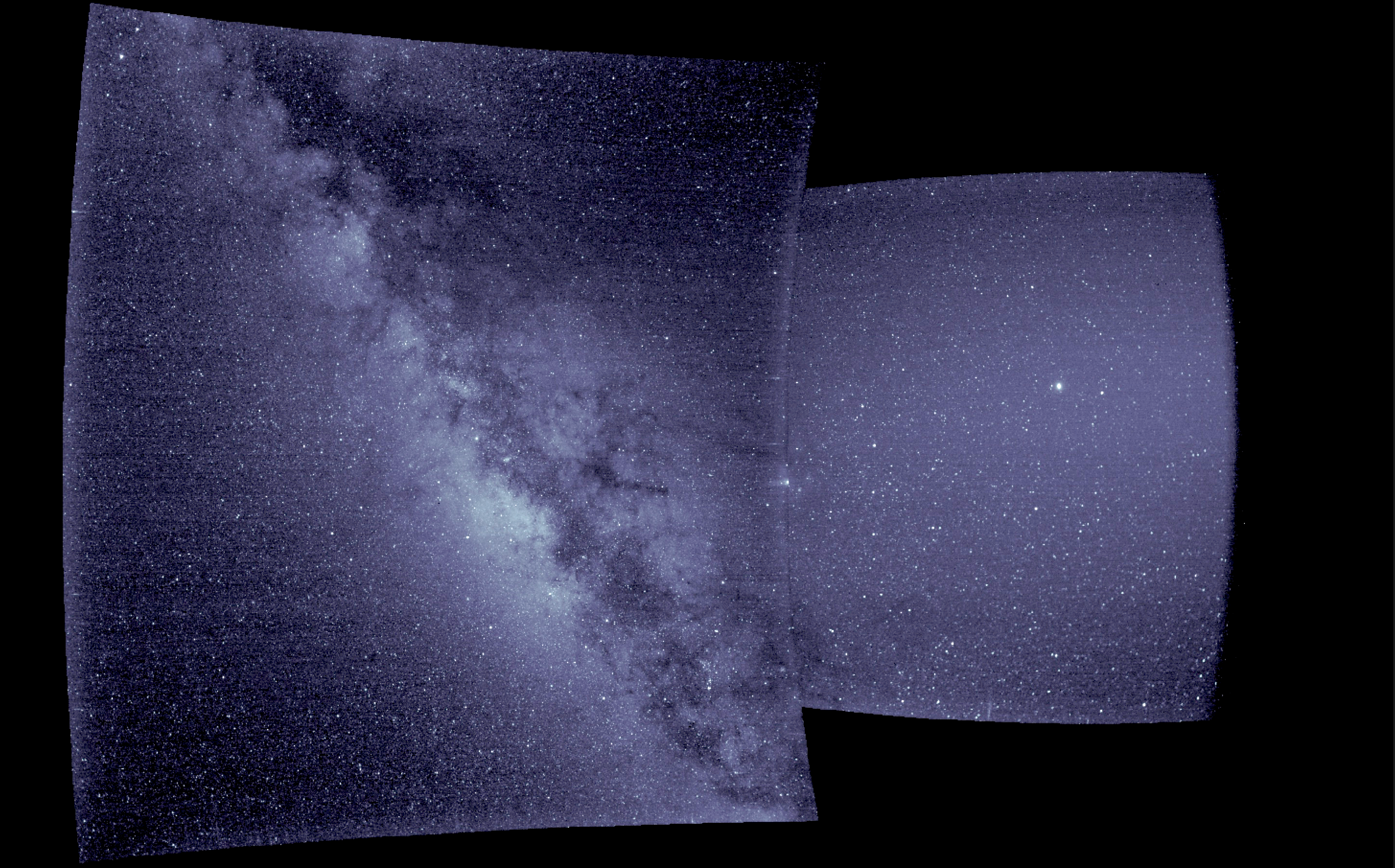
Bild von Jupiter und der Milchstraße, aufgenommen 2002 durch das WISPR der Parker Solar Probe.